# (1813) Imhotep
(1813) Imhotep – planetoida z pasa głównego asteroid okrążająca Słońce w ciągu 4 lat i 145 dni w średniej odległości 2,68 au Została odkryta 17 października 1960 roku w Obserwatorium Palomar w programie Palomar-Leiden-Survey przez Cornelisa i Ingrid van Houtenów oraz Toma Gehrelsa. Nazwa planetoidy pochodzi od Imhotepa, egipskiego architekta i lekarza. Przed nadaniem nazwy planetoida nosiła oznaczenie tymczasowe (1813) 7589 P-L.